# Freixial do Campo
Freixial do Campo is een plaats (freguesia) in de Portugese gemeente Castelo Branco en telt 537 inwoners (2001).